# 坂野靖行
坂野 靖行（ばんの やすゆき、1966年 - ）は、日本の地球科学者。専門は岩石学・鉱物学。名古屋大学博士（理学）。

## 来歴
東海高等学校を経て、名古屋大学大学院理学研究科で変成岩岩石学を専攻した後、当時の通商産業省地質調査所へ入所する。日本各地の地質図幅の作成に携わっている。現在、産業技術総合研究所主任研究員。
これまでに、定永閃石（苦土定永閃石として記載）、ソーダ金雲母、カリ鉄パーガス閃石の3種の新鉱物を発見し、ソーダ金雲母の記載の業績により、日本鉱物学会より櫻井賞を贈られた。
| スタブアイコン | サブスタブ | この項目は、まだ閲覧者の調べものの参照としては役立たない、人物に関連した書きかけの項目です。この項目を加筆・訂正などしてくださる協力者を求めています（P:人物伝/PJ:人物伝）。 |